# Madonna dell'Umiltà

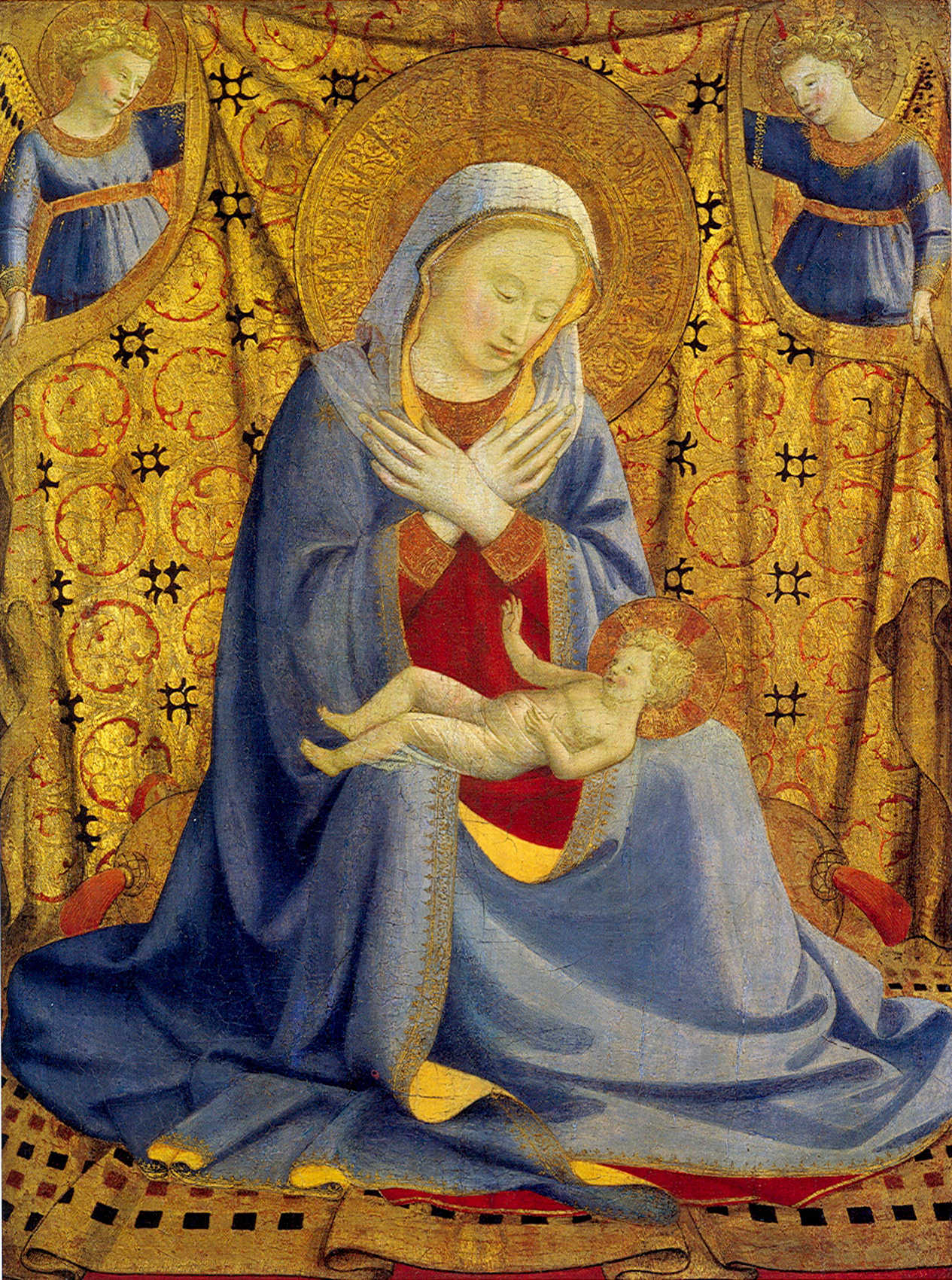
Beato Angelico, Madonna dell'Umiltà, Washington

La Madonna dell'Umiltà è un tema iconografico mariano in uso dall'inizio del XIV secolo.
Mostra la Vergine seduta in terra col Bambino, a differenza della Maestà che la raffigura in trono. All'inizio tali scelte iconografiche erano legate al ruolo della Chiesa (simboleggiata dalla Vergine), che gli ordini mendicanti volevano umile e al livello della gente. 

## Esempi
- Madonna dell'Umiltà - dipinto del Beato Angelico del 1433-1435, che appartiene al Museo Thyssen-Bornemisza di Madrid ed è conservato in prestito presso il Museo nazionale d'arte della Catalogna.
- Madonna dell'Umiltà (Madonna delle Nuvole) - rilievo marmoreo attribuito a Donatello o alla sua bottega del 1430 circa, conservata nel  Museum of Fine Arts di Boston.
- Madonna dell'Umiltà (Madonna Trivulzio) - tempera su tavola trasportato su tela di Fra Filippo Lippi, databile 1429-1432, conservata nella Pinacoteca del Castello Sforzesco a Milano.
- Madonna dell'Umiltà - dipinto di Gentile da Fabriano databile 1420-1423 circa, conservato nel Museo nazionale di San Matteo a Pisa.
- Madonna dell'Umiltà - dipinto attribuito a Masaccio (105x54 cm), databile 1424-1425, conservato alla National Gallery of Art di Washington D.C.
- Madonna dell'Umiltà (Madonna Boni-Carnesecchi) - dipinto di Masolino datato 1423 sulla base, conservato nella Kunsthalle di Brema.
- Madonna dell'Umiltà - dipinto attribuito a Masolino o a Pesello, databile a prima del 1423, conservato nella Galleria degli Uffizi a Firenze.
- Madonna dell'Umiltà - dipinto attribuito a Masolino databile al 1435, conservato nella Alte Pinakothek di Monaco di Baviera.
- Madonna dell'umiltà e angeli - dipinto di Nicola da Guardiagrele databile non oltre il secondo decennio del Quattrocento[1], conservato nella Galleria degli Uffizi a Firenze.
- Madonna dell'Umiltà- dipinto di Giovanni di Paolo del 1435 circa, conservato nella Pinacoteca Nazionale di Siena, del quale esiste una seconda versione del 1445 circa, leggermente più piccola, ora al  Museum of Fine Arts di Boston